# Sergio Álvarez Conde

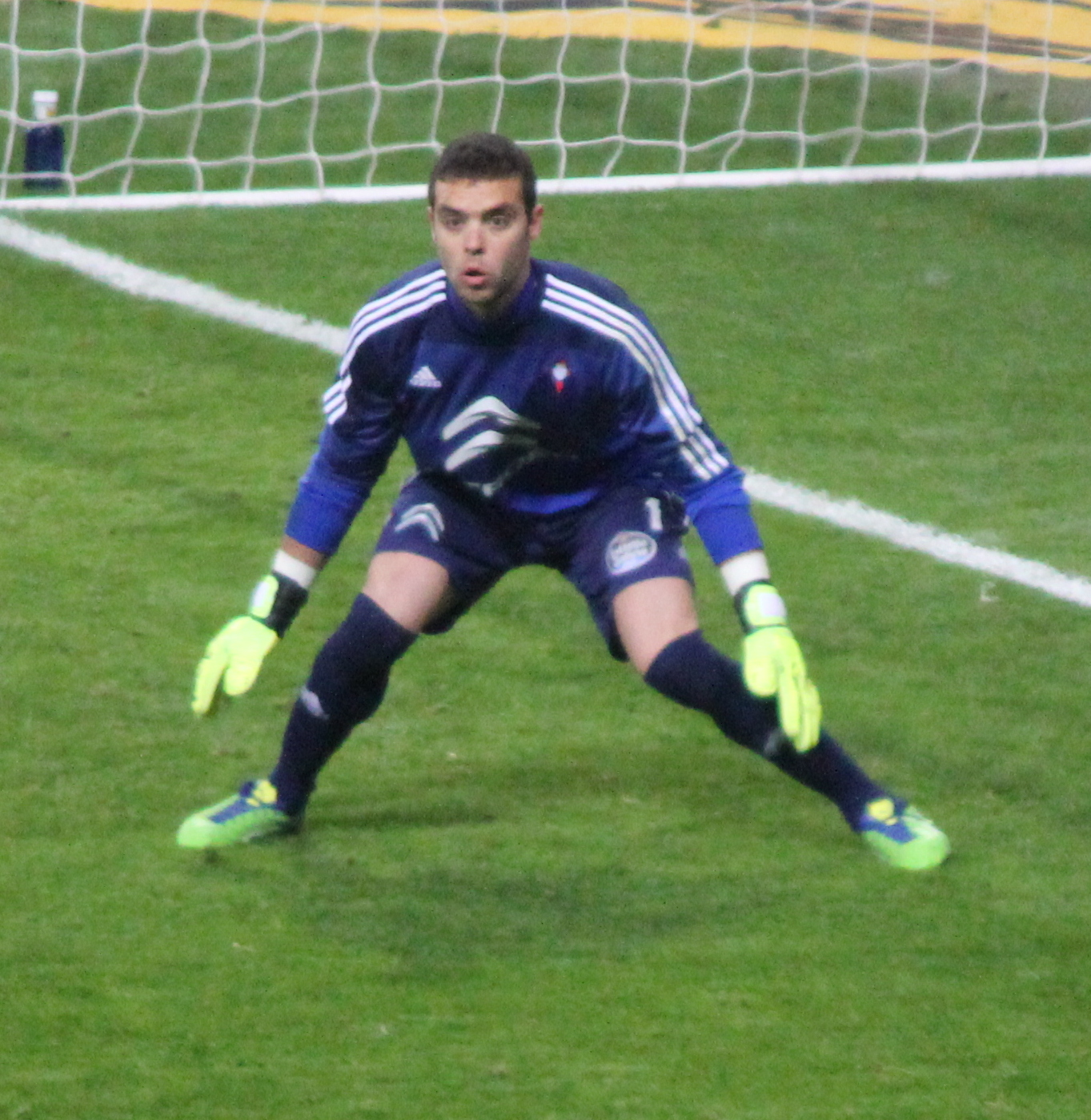

Sergio Álvarez Conde (* 3. srpna 1986, Catoira, Španělsko) je španělský fotbalový brankář, momentálně hraje ve španělském klubu Celta de Vigo.

## Klubová kariéra
Sergio Álvarez Conde se narodil v galicijském městě Vilagarcía de Arousa. V letech 2004–2011 hrál za rezervní tým Celty Vigo s výjimkou sezony 2008/09, během níž hostoval v klubu Racing de Ferrol. Od roku 2011 je v A-týmu Celty Vigo.